# Atletismo nos Jogos Pan-Americanos de 1991 - 3000 m com obstáculos masculino
A prova dos 300 m com obstáculos masculino nos Jogos Pan-Americanos de 1991 foi realizada em 5 de agosto em Havana, Cuba.

## Medalhistas
| Ouro                        | Prata                    | Bronze                    |
| Adauto Domingues BRA Brasil | Ricardo Vera URU Uruguai | Juan Ramón Conde CUB Cuba |

### Final
| Posição           | Nome              | Nacionalidade      | Tempo   | Notas |
| ----------------- | ----------------- | ------------------ | ------- | ----- |
| Medalha de ouro   | Adauto Domingues  | BRA Brasil         | 8:36.01 |       |
| Medalha de prata  | Ricardo Vera      | URU Uruguai        | 8:36.83 |       |
| Medalha de bronze | Juan Ramón Conde  | CUB Cuba           | 8:37.53 |       |
| 4                 | Marcelo Cascabelo | ARG Argentina      | 8:37.90 |       |
| 5                 | Dan Reese         | USA Estados Unidos | 8:39.58 |       |
| 6                 | Germán Silva      | MEX México         | 8:51.16 |       |
| 7                 | Antonio Conde     | CUB Cuba           | 8:57.71 |       |
| 8                 | Henry Klassen     | CAN Canadá         | 9:09.31 |       |
| 9                 | Jim Cooper        | USA Estados Unidos | 9:15.31 |       |
| 10                | Roger Miranda     | NCA Nicarágua      | 9:33.90 |       |
| 11                | Rubén García      | MEX México         | DNF     |       |